# I'm Gonna Let My Heart Do the Walking
"I'm Gonna Let My Heart Do the Walking" uit 1976 is een single van de Motown groep The Supremes. Het was de laatste top 40 single die de groep ooit zou produceren. Net als zijn voorganger, "Where Do I Go From Here", is "I'm Gonna Let My Heart Do The Walking" geschreven door het duo Brian en Eddie Holland. Het nummer is afkomstig van het album "High Energy".
De originele achtergrondzang werd gezongen door Mary Wilson en Cindy Birdsong, maar in februari 1976 had Birdsong de groep verlaten en werd haar zang verwijderd van het nummer en opnieuw opgenomen door haar vervangster Susaye Green.

## Bezetting
- Lead: Scherrie Payne
- Achtergrondzangeressen: Mary Wilson en Susaye Green
- Schrijvers: Brian en Eddie Holland
- Productie: Brian Holland